# Hemidactylus yerburyi
Hemidactylus yerburyi este o specie de șopârle din genul Hemidactylus, familia Gekkonidae, descrisă de Anderson 1895. A fost clasificată de IUCN ca specie cu risc scăzut.

## Subspecii
Această specie cuprinde următoarele subspecii:
- H. y. pauciporosus
- H. y. yerburyi